# John Black
Pour les articles homonymes, voir Schwartz, John Black (homme politique du Bas-Canada) et Black.
Cet article possède un paronyme, voir Jean Schwarz (rabbin).
Jean Schwartz, alias, John Black (1827-1899) est un homme politique américain. Il fut maire de Milwaukee, Wisconsin.

## Biographie
Black est né près de Bitche, en Lorraine. Il fait ses études à Metz, avant de partir en Amérique, en 1844. Il s'installe près de New York. Black se marie et part s'installer avec son épouse dans l'État du Wisconsin, à Milwaukee en 1857.
Il prospère en faisant du commerce de vin et de spiritueux. Black fait ensuite de la politique. Il est élu à l'Assemblée et au Sénat du Wisconsin, avant d'être élu maire de Milwaukee, dans le camp des démocrates. Il est décrit par ses contemporains comme un « homme grand, large d'épaules, à la barbe noire, au caractère positif et parlant librement, appelant un chat un chat ». Il est le premier à réclamer un uniforme pour sa police. Il se présenta ensuite au congrès des États-Unis en 1886, mais fut battu. Il se reconvertit dans le monde des affaires, la banque et l’assurance.
John Black est inhumé au Cimetière du Calvaire de Milwaukee.